# Автошлях Т 1218
Автошля́х Т 1218 — автомобільний шлях територіального значення в Кіровоградській області. Проходить територією Кропивницького району через Кам'янець — станцію Шарівка — Нову Прагу. Загальна довжина — 37 км.

## Маршрут
Автошлях проходить через такі населені пункти:
| Автошлях Т 1218        |        |
| Кіровоградська область |        |
| Кропивницький район    |        |
| Кам'янець              | Н23    |
| Воронцівка             |        |
| Вершино-Кам'янка       |        |
| Митрофанівка           |        |
| Шарівка                |        |
| станція Шарівка        |        |
| Нова Прага             | Т 1205 |